# فرودگاه گوئرنزی
فرودگاه گوئرنزی (به انگلیسی: Guernsey Airport) یک فرودگاه همگانی مسافربری با کد یاتا GCI است که یک باند فرود آسفالت دارد و طول باند آن ۱۴۶۳ متر است. این فرودگاه در کشور گرنزی قرار دارد و در ارتفاع ۱۰۲ متری از سطح دریا واقع شده‌است.

## شرکت‌های هواپیمایی و مقصدهای پروازی

### مسافری
The following airlines operate regular scheduled and charter services to and from Guernsey:
| شرکت‌های هواپیمایی                      | مقصدهای پروازی |
| -------------------------------------- | --- |
| اورینگی ایر سرویسز                     | الدرنی، بریستول، دینار - پلورتویی - سن-ملو، ایست میدلند، لیدز برادفورد، لندن سی‌تی (پایان در ۲۷ اکتبر ۲۰۱۷), گاتویک، استانستد لندن، منچستر فصلی: گرنوبل-ایزره، نوریچ |
| CityJet اجرا توسط Danish Air Transport | چارتر فصلی: جرزی، روتردام دی‌هیگ |
| فلای‌بی                                 | بیرمنگام، اکستر، جرزی |
| فلای‌بی اجرا توسط بلو آیلندز            | جرزی، ساوت‌همپتون فصلی: کاردیف |

### باری
| شرکت‌های هواپیمایی | مقصدهای پروازی              |
| ----------------- | --------------------------- |
| آتلانتیک ایرویز   | بورنموث، کاونتری، لوتن لندن |